# Rainy Day Women No. 12 & 35
Rainy Day Women No. 12 & 35 är en låt skriven av Bob Dylan 1966. Låten kom först ut på skivan Blonde on Blonde. Den gavs även ut som singel, med "Pledging My Time" som b-sida, och nådde andraplatsen på Billboardlistan. Låten kontrasterar mot de övriga låtarna på skivan Blonde on Blonde genom sitt bleckblåsarrangemang med tuba och trombon och sitt marchliknande tempo. I låten kan man höra mycket skratt och jubel i bakgrunden, och Dylan börjar nästan skratta själv i några partier i texten. När "Like a Rolling Stone" släpptes som singel kortades den inte ner för singelversionen. "Rainy Day Women" blev dock kraftigt nedkortad och på singelversionen som är lite över 2 minuter lång är endast de två första verserna med.

## Listplaceringar
| Lista (1966)   | Position              |
| -------------- | --------------------- |
| Kanada         | 3 (RPM)               |
| Nederländerna  | 9                     |
| Storbritannien | 7                     |
| Sverige        | 14 (Kvällstoppen)     |
| Sverige        | 7 (Tio i topp)        |
| USA            | 2 (Billboard Hot 100) |

## Album
- Blonde on Blonde - 1966
- Bob Dylan's Greatest Hits - 1967
- Before the Flood - 1974
- Masterpieces - 1978
- The 30th Anniversary Concert Celebration - 1993
- MTV Unplugged - 1995
- The Essential Bob Dylan - 2000
- The Best of Bob Dylan - 2000
- Dylan - 2007

## Covers
- Ola Magnell
- Tom Petty
- Blackstones
- Arnon Zack
- Kim Viriant & Friends